# Joel Smallbone
Joel David Smallbone (Sídney, Australia; 5 de junio de 1984) es un cantante cristiano australiano y actor. Es un miembro del dúo de pop cristiano for KING & COUNTRY, junto con su hermano Luke Smallbone. Hizo el papel del personaje James Stevens en la película de 2016 "Invaluable (Priceless)", dirigida por uno de sus hermanos, Ben Smallbone.

## Primeros años
Smallbone nació en Sídney, pero se mudó a Nashville, Tennessee en 1991. Es el hermano de Luke Smallbone y hermano menor de la cantante y oradora cristiana Rebecca St. James. Smallbone es también el cuñado de Jacob Fink, ex bajista de la banda Foster the People.
El padre de Smallbone era promotor musical, y Joel recuerda, "ir a estos conciertos de rock, sentarme sobre los hombros de mi padre, taparme los oídos...Honestamente, en muchos sentidos, siento que la música me eligió a mí y, a medida que crecía, tomé la decisión clara de apoyarme completamente en ella".

## Carrera

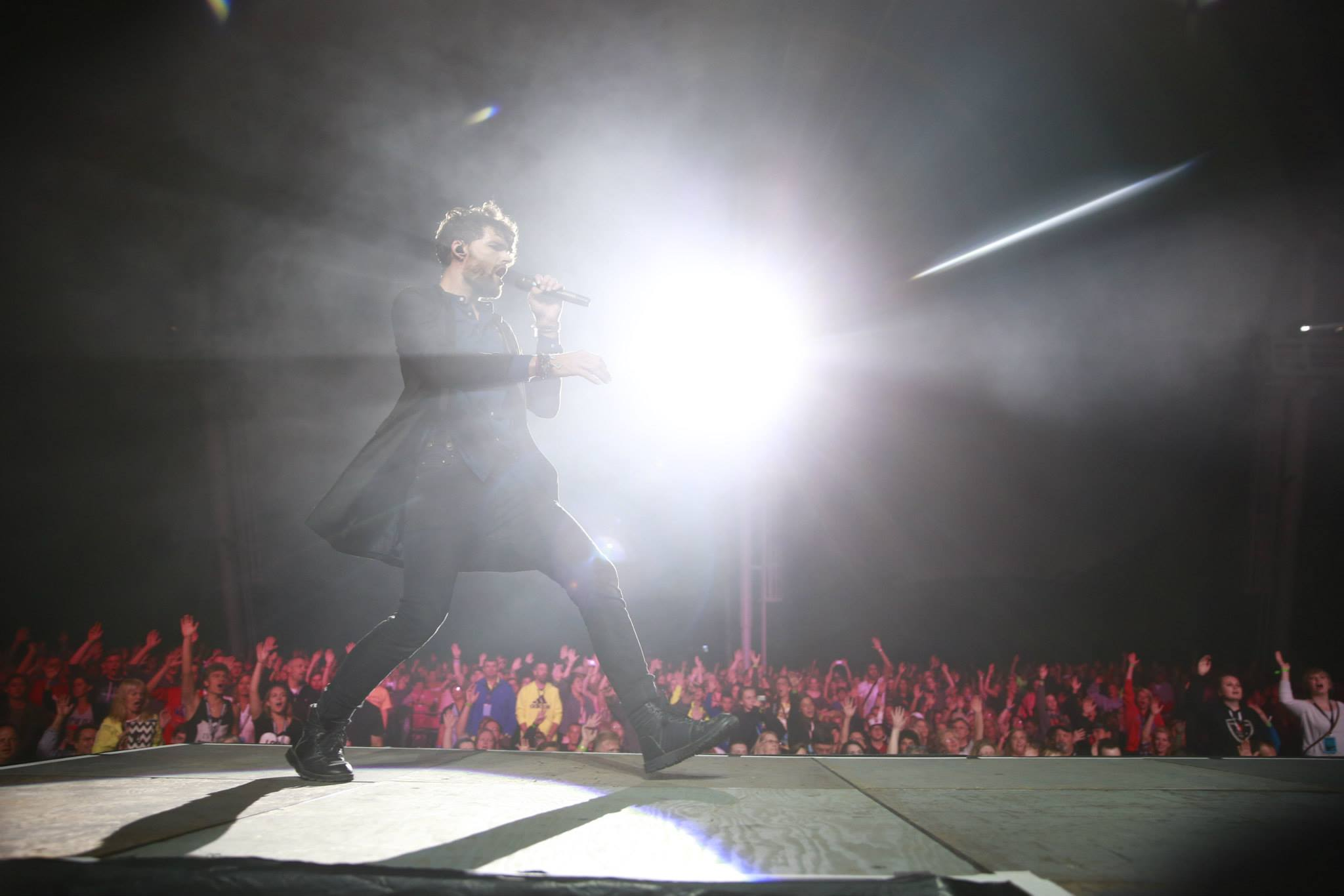
Smallbone con for KING & COUNTRY en vivo desde Kingdom Bound 2015

Smallbone hizo los coros de su hermana Rebecca, además de operar las luces y manejar el escenario. Colaboró con su hermano Luke y en 2008 lanzaron su primer EP, A Tale of Two Towns, actuando bajo el nombre de Austoville. El grupo firmó con Warner Bros. Records y luego cambió su nombre a For King & Country.
Smallbone comenzó su carrera como actor en 2014 interpretando al rey Jerjes en The Book of Esther y como Jake Reeson en Like a Country Song. Smallbone interpretó el papel principal de James Stevens en la película Priceless.
Smallbone ganó dos premios Grammy en 2014 y fue nominado a otro Grammy en 2016.

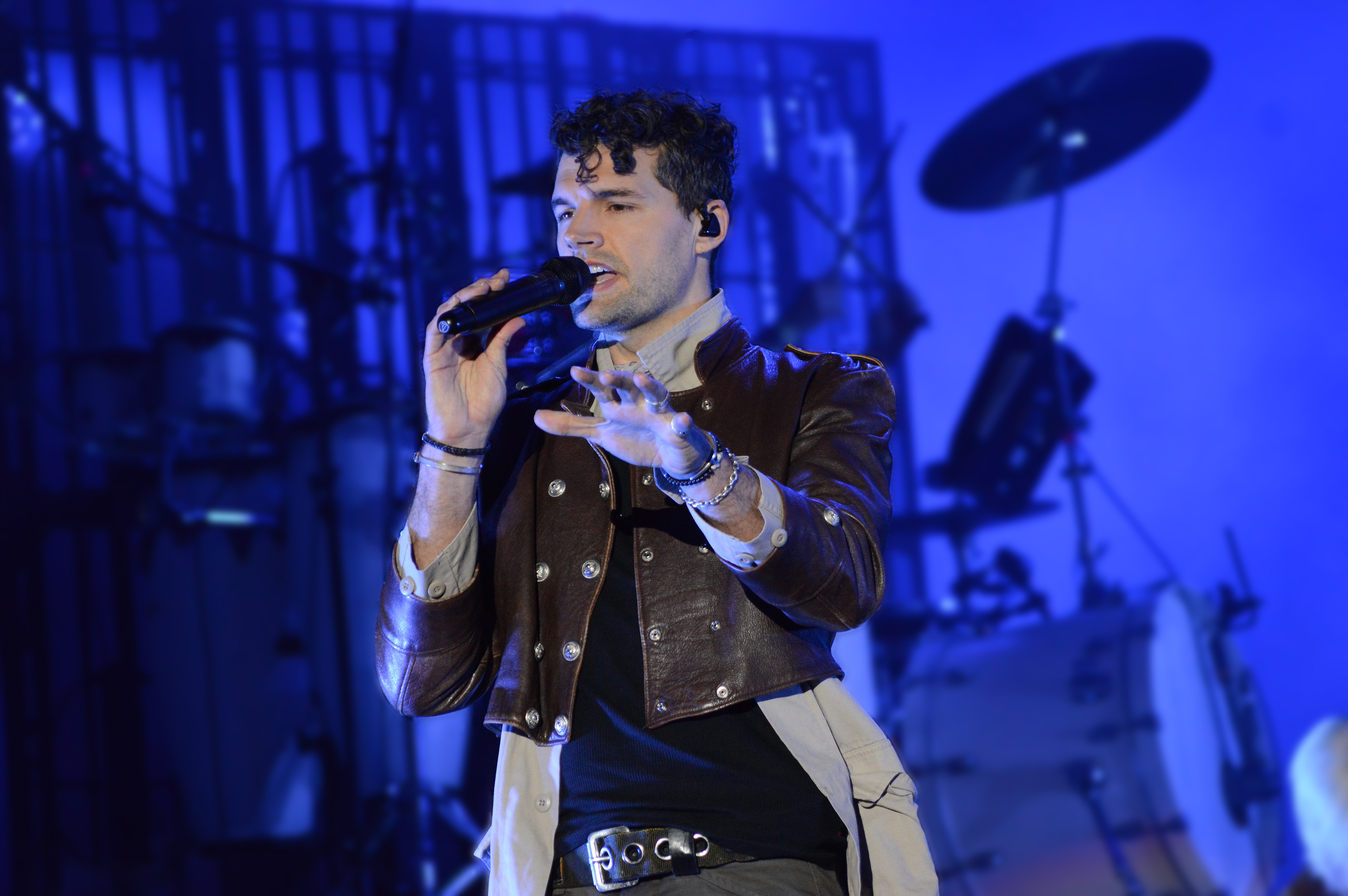
Joel Smallbone se presenta en Rock the Universe en Orlando, Florida, el 28 de enero de 2022.

### Discografía
Ver For King & Country, sección "Discografía"

### Filmografía
| Año  | Título              | Rol               | Notas |
| ---- | ------------------- | ----------------- | ----- |
| 2014 | The Book Of Esther  | Rey Jerjes        |       |
| 2014 | Like a Country Song | Jake Reeson       |       |
| 2016 | Invaluable          | James Stevens     |       |
| 2023 | Camino a Belén      | General Antípater |       |